# 硫磺球菌属
硫磺球菌属为着色菌科的一个属。该属的模式种为运动硫磺球菌（Thioflavicoccus mobilis）。

## 下属物种
- 运动硫磺球菌 Thioflavicoccus mobilis Imhoff and Pfennig 2001